# Der Himmel über Berlin
El cielo sobre Berlín (Der Himmel über Berlin, conocida también como Las alas del deseo) es una película alemana de 1987 dirigida por Wim Wenders.

## Sinopsis
Dos ángeles (Bruno Ganz y Otto Sander) observan el mundo, en especial Berlín. No pueden cambiar la vida de los hombres ni darse a conocer; solo pueden darles ganas de vivir e intentar reconfortarlos en sus momentos de dolor. El deseo de formar parte de la vida mortal es tan grande en uno de ellos, que incluso está preparado para sacrificar su inmortalidad por él.
Además de ser una declaración de amor por la humanidad, la película supone un enfrentamiento con la realidad de la República Federal de Alemania de los años 1980 y con la historia de Alemania.

## Cinematografía
La película, rodada por Henri Alekan, que trabajó con Jean Cocteau en La Belle et la Bête, muestra el punto de vista de los ángeles en color sepia y pasa a color para mostrar el punto de vista de los humanos. Durante la película, Wenders y Alekan usaron unas medias de seda de la abuela del último como filtro para las secuencias monocromas[cita requerida].
El cambio de monocromo a color para distinguir la realidad de los ángeles de la de los mortales se usó por primera vez en A Matter of Life and Death, de Powell y Pressburger en 1946.
Además, es una de las películas emblemáticas para la arquitectura por situar una importante parte de la acción en la Biblioteca Estatal de Berlín, obra del arquitecto alemán Hans Scharoun.

## Reconocimientos

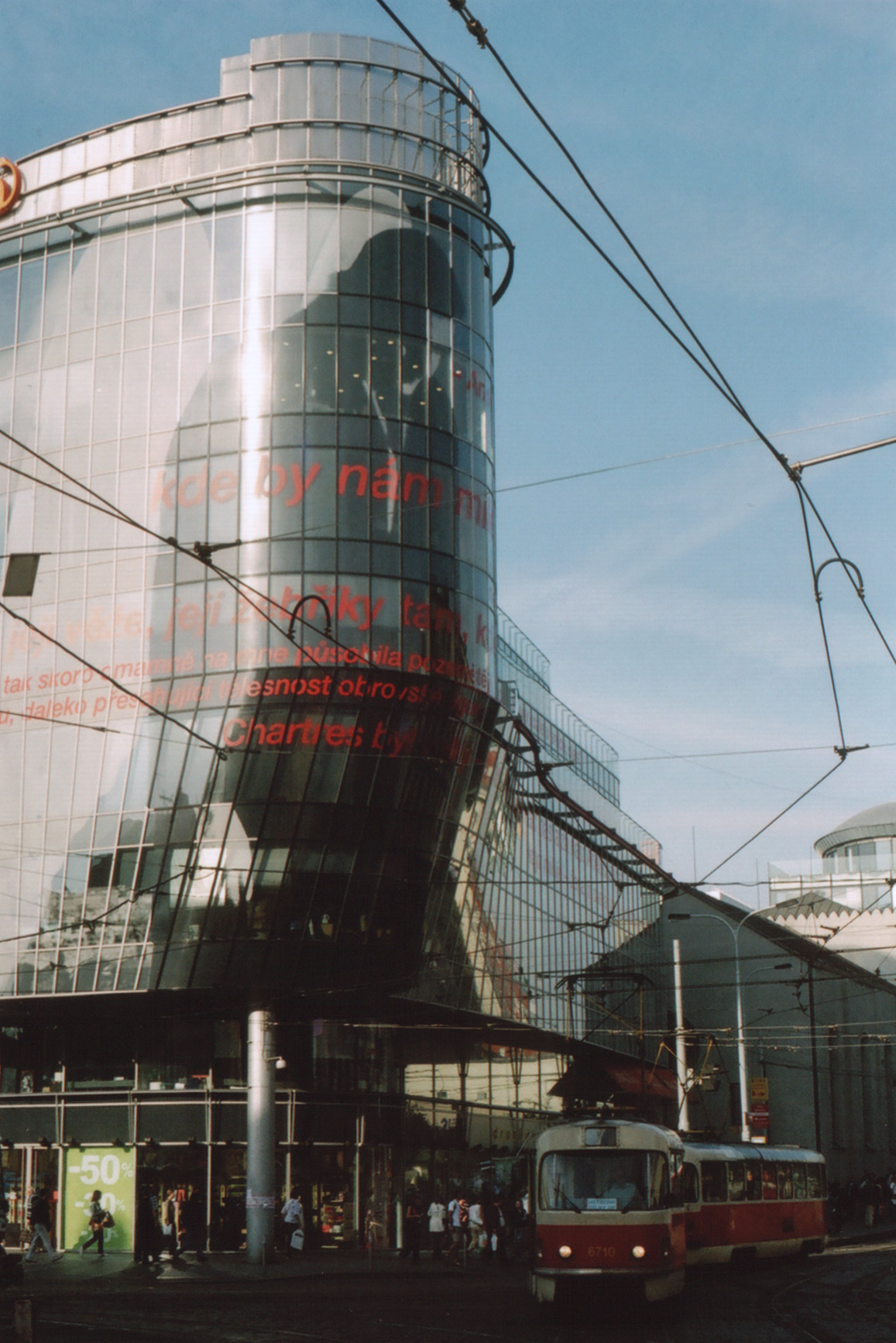
Edificio El Ángel con un ángel de la película (Bruno Ganz), que observa a los ciudadanos de Praga.

El cielo sobre Berlín ganó incontables premios. En 1988 ganó el Bundesfilmpreis de oro, el Bayerischer Filmpreis y el Premio Europeo. En el Festival de Cannes de 1987, Wim Wenders ganó el premio a la mejor dirección. En el festival de São Paulo de 1988 la película ganó el premio del público. Además, fue nominada al César como mejor película extranjera.

## Curiosidades
La banda Nick Cave and The Bad Seeds aparece en la película en la escena donde se conocen Marion y Damiel. La banda toca la canción "The carny" y luego arremeten con "From her to eternity". También aparecen en la película Crime and the city solution, banda del antiguo compañero de Nick Cave. 
En 1993 Wim Wenders rodó ¡Tan lejos, tan cerca! (In weiter Ferne, so nah!), una continuación con varios de los actores de la primera película y otros como Nastassja Kinski, Lou Reed, Willem Dafoe y hasta el exlíder soviético Mijaíl Gorbachov, aunque no alcanzó tanto éxito como la primera. Para dicha película, U2 compuso una canción para la banda sonora, "Stay (Faraway, So Close!)", publicada también en el álbum Zooropa, de 1993. El videoclip contiene tomas de la película.
En 1998 se hizo una versión estadounidense titulada City of Angels, con Meg Ryan y Nicolas Cage.